# Sidney au max
Sidney au max (Sydney to the Max) est une série télévisée créée par Mark Reisman diffusée entre le 25 janvier 2019 et le 26 novembre 2021 sur Disney Channel.
En France, elle est diffusée depuis le 29 septembre 2019 sur Disney Channel France. Elle est encore inédite au Québec. La série sera disponible sur Disney+ dès son lancement.

## Synopsis
Il y a des différences entre grandir en 1999 et 2019. Les téléphones ne font plus la taille d'une brique et il n'est plus nécessaire d'attendre que son ordinateur se connecte à internet pour parler à ses amis. Mais la jeune Sidney, 12 ans, et son père célibataire, Max,  vont réaliser qu'ils ont plus en commun qu'ils ne le pensaient. En voyant le point de vue de Sidney aujourd'hui et des flashback de Max au même âge, ils vont comprendre comment le passé peut influencer le futur, et comme le présent peut recadrer le passé.

## Distribution

### Acteurs principaux
- Ruth Righi (VFB : Marie Braam) : Sidney (Sydney en VO) Reynolds[2]
- Ava Kolker (VFB : Alayin Dubois) : Olive Rozalski[2]
- Jackson Dollinger (VFB : Sophie Beaumont) : Max (jeune)[2]
- Christian J. Simon (VFB : Deborah Rouach) : Leo Webb[2]
- Ian Reed Kesler (VFB : Nicolas Matthys) : Max Reynolds[2]
- Caroline Rhea (VFB : Carine Seront) : Judy[2]

### Acteurs secondaires

#### De toutes les saisons
- Julia Garcia : Emmy
- Amelia Wray (VFB : Manon Delauvaux) : Sophia
- Reid Shapiro : Iggy
- Melissa Peterman :  Mme Harris
- Rizwan Manji :  Vice Principal Virmani

Saison 1
- Aaron Takahash : Mr. Tanaka
- Eric Petersen :  Don
- Lauren Plaxco : Mme Taylor
- Luca Alexander : Zach Thompson

Saison 2
- Arjun Sriram :  Pete
- Lisa Ann Walter : Marlene
- Brandon Rossel : Jake

### Acteurs invités

#### De toutes les saisons
- Isabella Kai Rice  : Hailey
- Ginifer King :  Angela
- Brogan Hall :  Bucky

Saison 1
- Miles Emmons : Dylan Thompson
- Buddy Handleson : Gerald
- Frances Callier : Gia
- Siena Agudong : Brittany
- Jeffrey Brown : Kyle
- Winston A. Marshall : grand Lion

Saison 2
- Eric Allan Kramer : Coach Carlock
- Nick Jaine : Jake (jeune)

## Production
Le feu vert a été donné à la série par Disney Channel le 6 septembre 2018, pour une première diffusion début 2019. La série est créée par Mark Reisman qui est aussi le show runner, le producteur exécutif et le scénariste.
Le casting est officialisé dévoilant les noms de Ruth Righi, Ian Reed Kesler, Christian J. Simon, Ava Kolker (qui a joué le rôle d'Ava Morgenstern dans Le Monde de Riley entre 2014 et 2017), Caroline Rhea et Jackson Dollinger. La série est produite par It's a Laugh Productions.
Le 19 novembre 2018, il est annoncé que le premier épisode de la série sera diffusé le 25 janvier 2019, et la première bande-annonce est diffusée sur Disney Channel et est mise en ligne sur YouTube.
Le générique de la série est produit et composé par Kay Hanley, Michelle Lewis, Dan Petty et interprété par Ruth Righi et Dan Conklin,.
Le 23 mai 2019, il a été annoncé que Disney Channel renouvelait la série pour une deuxième saison.
En France, le premier épisode est publié en avant-première sur la chaîne Youtube de Disney Channel France le 22 septembre 2019.
Le 21 novembre 2019, il a été annoncé que Disney Channel renouvelait la série pour une troisième saison, avant la première de deuxième saison. La production était prévue pour mars 2020, mais elle a été reportée pour commencer le 13 octobre 2020, en raison de la pandémie de Covid-19[réf. nécessaire].
Le 1er janvier 2022, Ruth Righi a confirmé sur son compte Instagram qu'il n'y aurait pas de saison 4.

## Épisodes
| Saison | Saison | Épisodes | États-Unis       | États-Unis       |
| Saison | Saison | Épisodes | Début            | Fin              |
| ------ | ------ | -------- | ---------------- | ---------------- |
|        | 1      | 21       | 25 janvier 2019  | 23 juillet 2019  |
|        | 2      | 21       | 13 décembre 2019 | 21 août 2020     |
|        | 3      | 21       | 19 mars 2021     | 26 novembre 2021 |

### Saison 1 (2019)
La première saison a été diffusée à partir du 29 septembre 2019 sur Disney Channel France, avec une avant-première le 22 septembre 2019 pour le premier épisode. Elle contient 21 épisodes diffusés entre le 25 janvier 2019 et le 23 juillet 2019 sur Disney Channel. 
| No | #  | Titre français                      | Titre original                     | Diffusion originale | Code prod. |
| -- | -- | ----------------------------------- | ---------------------------------- | ------------------- | ---------- |
| 1  | 1  | Nouveau look                        | Can't Dye This                     | 25 janvier 2019     | 101        |
| 2  | 2  | Un chien vaut mieux que deux        | Who Let the Dogs In                | 1er février 2019    | 106        |
| 3  | 3  | Le concert                          | The Parent Track                   | 8 février 2019      | 104        |
| 4  | 4  | Babysitting Night                   | Adventures in Babe-Sitting         | 22 février 2019     | 107        |
| 5  | 5  | Un problème rasoir                  | Shaved by the Bell                 | 1er mars 2019       | 102        |
| 6  | 6  | Cohabitation                        | I Know What You Did Last Sleepover | 8 mars 2019         | 105        |
| 7  | 7  | Poètes en herbe                     | Good Grade Hunting                 | 15 mars 2019        | 108        |
| 8  | 8  | Egalité                             | You've Got Female                  | 22 mars 2019        | 103        |
| 9  | 9  | Un mensonge peut en cacher un autre | The Lyin' King                     | 29 mars 2019        | 109        |
| 10 | 10 | La cave                             | Caved and Confused                 | 5 avril 2019        | 110        |
| 11 | 11 | Rendez-vous galant                  | Can't Hardly Date                  | 12 avril 2019       | 111        |
| 12 | 12 | La petite boutique des Reynolds     | Little Shop of Reynolds            | 19 avril 2019       | 112        |
| 13 | 13 | Olive trésorière                    | Dude, Where's My Car Wash Money?   | 26 avril 2019       | 113        |
| 14 | 14 | Mauvaise influence                  | As Bad as She Gets                 | 18 juin 2019        | 114        |
| 15 | 15 | Le sens des priorités               | There's Something About Zach       | 25 juin 2019        | 115        |
| 16 | 16 | Le bal père-fille                   | Nuthin' but a Dance Thang          | 2 juillet 2019      | 116        |
| 17 | 17 | La boucle est bouclée               | Never Been Pierced                 | 9 juillet 2019      | 117        |
| 18 | 18 | Voyage dans le temps                | Nightmare on Syd Street            | 16 juillet 2019     | 118        |
| 19 | 19 | L'embarras du choix                 | Mo' Grandmas, Mo' Problems         | 16 juillet 2019     | 119        |
| 20 | 20 | Sidney ballerine                    | Dancin' the Vida Loca              | 23 juillet 2019     | 120        |
| 21 | 21 | Jamais sans mon téléphone           | How Sydney Got Her Phone Back      | 23 juillet 2019     | 121        |

### Saison 2 (2019-2020)
| No | #  | Titre français               | Titre original              | Diffusion originale | Code prod. |
| -- | -- | ---------------------------- | --------------------------- | ------------------- | ---------- |
| 22 | 1  | Il était une fois Noël       | How the Syd Stole Christmas | 13 décembre 2019    | 201        |
| 23 | 2  | Une place dans l'équipe      | Father of the Bride         | 23 mars 2020        | 202        |
| 24 | 3  | Quatre amigas                | Sister Pact                 | 24 mars 2020        | 205        |
| 25 | 4  | Fixer les règles             | Night Not at the Museum     | 25 mars 2020        | 203        |
| 26 | 5  | En vert et contre tous       | Going the Green Mile        | 26 mars 2020        | 204        |
| 27 | 6  | Devenir une femme            | Girlz II Women              | 27 mars 2020        | 206        |
| 28 | 7  | Chanson pour une star        | Baby One More Rhyme         | 3 avril 2020        | 210        |
| 29 | 8  | L'œuvre de Mme Harris        | Mrs. Harris' Opus           | 10 avril 2020       | 215        |
| 30 | 9  | Le club du midi              | The Lunch Club              | 1er juin 2020       | 214        |
| 31 | 10 | Père et fils                 | Boy Meets Dad               | 2 juin 2020         | 211        |
| 32 | 11 | Pactiser avec l'ennemi       | Slurping with the Enemy     | 3 juin 2020         | 213        |
| 33 | 12 | Toutes pour Emmy             | What's My Grade Again?      | 4 juin 2020         | 217        |
| 34 | 13 | L'admirateur secret          | Crush Hour                  | 5 juin 2020         | 221        |
| 35 | 14 | La cabane du lac             | Bummer Rental               | 12 juin 2020        | 218        |
| 36 | 15 | Les amies fâchées            | My Best Friends' Ending     | 19 juin 2020        | 207        |
| 37 | 16 | Aveu en chanson              | Sing It On                  | 26 juin 2020        | 219        |
| 38 | 17 | Le char                      | Rock the Float!             | 17 juillet 2020     | 220        |
| 39 | 18 | La frère-zone                | The Big Rozalski            | 24 juillet 2020     | 208        |
| 40 | 19 | Quand Harry rencontre Sydney | When Harry Met Sydney       | 7 août 2020         | 209        |
| 41 | 20 | Amour et rock n'roll         | Look Who's Rocking          | 14 août 2020        | 212        |
| 42 | 21 | Treize bougies               | Thirteen Candles            | 21 août 2020        | 216        |

### Saison 3 (2021)
En France, la saison 3 débute le 29 mai 2021 sur Disney Channel[source insuffisante].
| No | #  | Titre français                 | Titre original,               | Diffusion originale | Code prod. |
| -- | -- | ------------------------------ | ----------------------------- | ------------------- | ---------- |
| 43 | 1  | La nouvelle chambre            | Tearin' Up My Room            | 19 mars 2021        | 301        |
| 44 | 2  | Les mentors                    | A Few Good Mentors            | 26 mars 2021        | 302        |
| 45 | 3  | Il est trop bien               | He's All That                 | 2 avril 2021        | 303        |
| 46 | 4  | Trois Amigas et un Harry       | Three Amigas and a Harry      | 9 avril 2021        | 304        |
| 47 | 5  | Histoire de garçon             | Boy Story                     | 16 avril 2021       | 305        |
| 48 | 6  | Mes premières ennemies         | My Own First Enemies          | 23 avril 2021       | 306        |
| 49 | 7  | Rien que pour vos cheveux      | The Hair Switch Project       | 30 avril 2021       | 309        |
| 50 | 8  | Le Coordinateur de bat-mitzvah | The Bat Mitzvah Planner       | 7 mai 2021          | 307        |
| 51 | 9  | Graine de génie !              | Man! I Feel Like a Genius     | 14 mai 2021         | 310        |
| 52 | 10 | Le secret d'Olive              | What's Eating Olive Rozalski? | 4 juin 2021         | 311        |
| 53 | 11 | Faire ce qui est juste         | Do the Write Thing            | 11 juin 2021        | 312        |
| 54 | 12 | De bonnes intentions           | Cool Intentions               | 18 juin 2021        | 313        |
| 55 | 13 | Coup de cœur                   | A Crush of Their Own          | 25 juin 2021        | 314        |
| 56 | 14 | Le dernier halloween           | The Hunt for Rad October      | 8 octobre 2021      | 308        |
| 57 | 15 | Le jingle idéal                | Jingled Out                   | 15 octobre 2021     | 315        |
| 58 | 16 | Taille unique                  | Honey, You Shrunk the Fit     | 22 octobre 2021     | 316        |
| 59 | 17 | Le grand achat                 | Family Buy                    | 29 octobre 2021     | 317        |
| 60 | 18 | Ma cousine Lexi                | My Cousin Lexi                | 5 novembre 2021     | 318        |
| 61 | 19 | Honore ta voix                 | Praise Your Voice             | 12 novembre 2021    | 319        |
| 62 | 20 | La tarte familiale             | Pie Hard                      | 19 novembre 2021    | 320        |
| 63 | 21 | Le brunch du dimanche          | Any Given Sunday Brunch       | 26 novembre 2021    | 321        |

## Audiences
- Si vous ne connaissez pas le sujet, laissez ce bandeau (vous pouvez alors contacter les auteurs).
- Si vous supprimez le contenu mis en cause (vous pouvez préalablement contacter les auteurs),

argumentez précisément cette suppression dans la page de discussion
(un manque de référence n'est pas un argument ; une recherche réelle de référence doit avoir été effectuée, être formellement documentée).
La série intervient à un moment ou Disney Channel est à un tournant de son histoire. En effet, l'attrait des jeunes pour les plateformes de vidéo à la demande comme Netflix ou Amazon Prime fait que les audiences globales de la chaîne ont drastiquement baissé depuis 2017 et Sidney au max n'est pas épargné. Les audiences du premier épisode de la série étaient pourtant prometteuses, car cet épisode a réuni plus de téléspectateurs que Coop et Cami, la série diffusée quelques mois plus tôt. Cependant, les jeunes délaissant complètement les chaînes de télévision traditionnelles comme Disney Channel, les audiences n'ont cessé de chuter et dépassent péniblement les 550 000 téléspectateurs.
| Saison | Épisodes | Lancement         | Lancement       | Fin de saison    | Fin de saison   |
| Saison | Épisodes | Date de diffusion | Téléspectateurs | Date             | Téléspectateurs |
| ------ | -------- | ----------------- | --------------- | ---------------- | --------------- |
| 1      | 21       | 25 janvier 2019   | 710 000         | 23 juillet 2019  | 513 000         |
| 2      | 21       | 13 décembre 2019  | 403 000         | 21 août 2020     | 364 000         |
| 3      | 21       | 19 mars 2021      | 363 000         | 26 novembre 2021 | 330 000         |